# Salona Yachts
Salona Yachts är ett fritidsbåtsmärke som tillverkas av AD Boats i Kroatien. Företaget grundades 2002 i samarbete med AD Plastik, en stor tillverkare av bildelar.
Företaget har återförsäljare i 28 länder idag (2012).
Man inriktar sig idag på att bygga s.k. Performance Cruisers, d.v.s. komfortabla segelbåtar med god prestanda. Företaget tillverkar också Sydney Yachts samt RIB-båtar av märket Marstal och äger den norska båttillverkaren Hansvik.

## Nuvarande segelbåtsmodeller
- Salona 33 - Introducerades 2013 som en sportversion av Salona 35. Det är i grunden samma skrov som Salona 35 men stäven har gjorts helt vertikal och aktern är aningen kortad. Inredningslayout och överbyggnad är nästan identisk med Salona 35 men med små justeringar. Inredningen är byggd i plast och rorkultsstyrning är standard. Detta gör att båten är ca. 500 kg lättare än 35:an i grundutförande.
- Salona 35 - Introducerades 2012. Det är i grunden samma båt som Salona 34 men förlängd akterut och uppdaterad med bl.a. dubbla rattar som standard.
- Salona 38 - Introducerades 2012 som efterföljare till Salona 37 och är i grunden samma båt som moderniserats. T.ex. ändrades styrningen till dubbla rattar.
- Salona 41
- Salona 44
- Salona 60 - Premiärvisades på båtmässan i Düsseldorf 2014.
- Salona 67 - Introduceras under 2014. I grunden samma båt som Salona 60 men förlängd och med upphöjd salong.
- Sydney Yachts GTS37
- Sydney Yachts GTS43

## Äldre segelbåtsmodeller
- Salona 34 - Konstruerades 2007 av J&J Design och introducerades 2008 som Salonavarvets fjärde modell. Produktionen upphörde 2011 och ersattes av Salona 35 som är en uppdaterad version av samma båt.
- Salona 37 - Konstruerades av J&J Design och introducerades 2002. Utsedd European Boat of the Year 2007 under boot Düsseldorf mässan[1], samt US boat of the year 2007 av Sailing World Magazine, i kategorin bästa crucing/racer.[2]. Producktionen upphörde 2011 och ersattes av Salona 38.
- Salona 40
- Salona 42
- Salona 45 - Detta var Salonavarvets första modell, konstruerad av J&J Design, och började byggas 2002. Produktionen upphörde i och med att Salona 44 introducerades.
- IBC 38 - En lättviktsbyggd version av Salona 38 optimerad för kappsegling. Skrovet byggsdes i vakuuminjicerad epoxi med kolfiberförstärkningar och blev därmed lättare än standardbåten.
- IBC 41 - Se IBC 38.
- IBC 44 - Se IBC 38.